# Rana coreana
La rana coreana (Rana coreana, Okada, 1928) è un anfibio della famiglia Ranidae.